# Barholm Castle

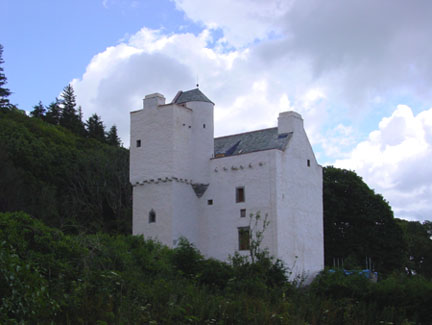
Barholm Castle

Barholm Castle ist ein Tower House nahe der schottischen Ortschaft Carsluith in der Council Area Dumfries and Galloway. 1971 wurde das Bauwerk in die schottischen Denkmallisten in der höchsten Denkmalkategorie A aufgenommen. Eine ehemalige Einstufung als Scheduled Monument wurde 2008 aufgehoben.

## Beschreibung
Das Tower House liegt nahe dem Ufer der Wigtown Bay rund drei Kilometer südöstlich von Carsluith. Die Ländereien zählten zu den Besitztümern des Clans McCulloch. Die Keimzelle des Tower Houses entstand im 15. Jahrhundert und wurde im Laufe des folgenden Jahrhunderts umfassend überarbeitet. Nachdem das Gebäude im 20. Jahrhundert als teilweise Ruine beschrieben wurde, wurde in den 2000er Jahren eine Restaurierung vorgenommen. Barholm Castle ist seitdem bewohnt.
Das vierstöckige Barholm Castle weist einen L-förmigen Grundriss auf. Vermutlich handelte es sich ursprünglich um ein längliches Bauwerk, das später erweitert wurde. Das Mauerwerk gibt Rückschlüsse auf die Baugeschichte. Während das Fundament aus Feldstein besteht, wurde in den Obergeschossen Bruchstein vom rötlichen Sandstein verwendet.
Das Eingangsportal aus dem frühen 17. Jahrhundert schließt mit einem Rundbogen. Ein verdachendes Gesimse ist lokaltypisch mit grotesken Masken und Tierdarstellungen ornamentiert. Ausgrabungen förderten Stufen zutage, bei denen es sich um eine ehemalige Vortreppe handeln könnte. Die Fenster sind unregelmäßig angeordnet. Im ersten Obergeschoss ist ein angedeutetes Zwillingsfenster, jedoch ohne Mittelpfosten eingelassen.
Der ebenerdige Raum ist mit Steingewölbe gearbeitet. Eine Treppe führt in die Obergeschosse. Ab dem zweiten Obergeschoss wird sie in einem auskragenden Erker im Gebäudeinnenwinkel fortgeführt. Im ersten Obergeschoss findet sich an der Südwand ein großer Kamin mit einem massiven, auf Konsolen gelagerten Sturz. Im zweiten Obergeschoss sind zwei Räume mit Kaminen eingerichtet. An der Nordseite schloss ehemals ein Bauernhof und an der Westseite ein weiteres Gebäude an. Beide wurden zwischenzeitlich abgebrochen.